# مريم غاليغو
مريم غاليغو (بالإسبانية: Miryam Gallego)‏ هي ممثلة إسبانية، ولدت يوم 30 نوفمبر 1976 في أورينسي في إسبانيا.

## روابط خارجية
- مريم غاليغو على موقع IMDb (الإنجليزية)
- مريم غاليغو على موقع قاعدة بيانات الفيلم (الإنجليزية)

لم يتم العثور على روابط لمواقع التواصل الاجتماعي.